# Teatro basso litoraneo della guerra di secessione americana
Il teatro basso litoraneo della guerra di secessione americana comprese importanti operazioni militari e navali condotte nelle immediate vicinanze delle zone costiere degli Stati Uniti meridionali e nel Golfo del Messico: in Alabama, nella Florida, in Louisiana, Mississippi, Carolina del Sud, nel Texas e nella regione meridionale del fiume Mississippi (a valle di Port Hudson).
Le operazioni svoltesi nell'entroterra vengono generalmente incluse nel quadro del Teatro Occidentale o del Teatro Trans-Mississippi, a seconda che siano avvenute ad Est o ad Ovest del corso del Mississippi. Le operazioni costiere nella Georgia, inclusa la marcia di Sherman verso il mare - che fa da culmine agli eventi verificatisi in Georgia - sono invece incluse nel Teatro Occidentale.
La classificazione delle campagne militari corrispondenti è stabilita dal National Park Service (NPS), che definisce minuziosamente tali operazioni con la denominazione Lower Seaboard Theater and Gulf Approach. Alcune campagne relativamente minori sono state omesse e altre incluse in categorie più ampie. Nella presente descrizione vengono riferite solamente alcune delle 31 battaglie - quelle maggiormente rilevanti - classificate da NPS per questo fronte di guerra.
Vi è stata infine aggiunta la spedizione su Port Royal del 1861, sebbene non sia stata inserita ufficialmente dall'NPS. Il testo dei box nel margine destro indica le campagne associate a ciascuna sezione. Le attività dell'Union Navy in tale teatro furono perlopiù dettate dal Piano Anaconda messo a punto inizialmente da Winfield Scott, con l'accento posto sul blocco dell'Unione sempre più serrato dell'intera zona costiera-litoranea meridionale e successivamente negli attacchi e nell'occupazione della città portuali di New Orleans, Mobile (Alabama) e Galveston (Texas).
La risposta sudista si limitò principalmente ai violatori del blocco e la Confederate States Navy reagì utilizzando una tattica militare in larga parte improntata alla difesa nei confronti delle numerose incursioni portate avanti dall'Unione, ottenendo dei risultati alterni.

## Carolina del Sud
Gran parte del conflitto verificatosi lungo le coste della Carolina del Sud si concentrò sulla conquista dello scalo marittimo strategico di Charleston; ciò fu dovuto sia al suo ruolo di porto principale per i violatori che al suo ruolo simbolico in quanto luogo di avvio della guerra civile a seguito della battaglia di Fort Sumter.

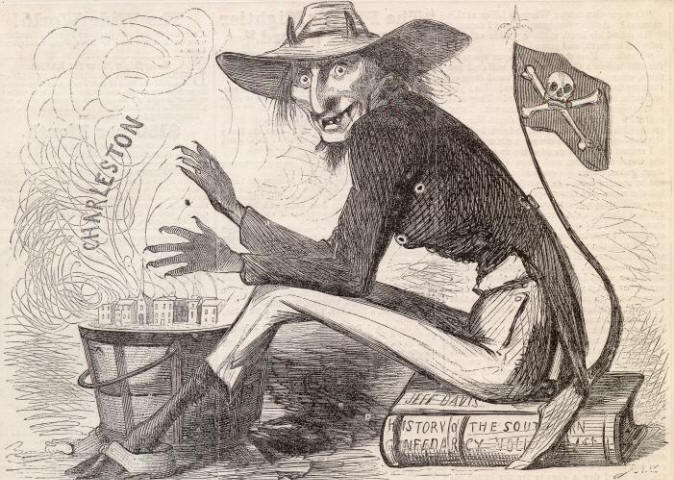
Vignetta di Harper's Weekly del 1862: Jefferson Davis in forma demoniaca si scalda le mani sui bombardamenti di Charleston. Si siede su un libro intitolato "History of the Southern Confederacy". Una bandiera con teschio e ossa incrociate sventola al di sopra della sua coda.

Uno dei primi scontri venne combattuto nella battaglia di Port Royal Sound, situato poco più a Sud di Charleston; la Marina militare unionista scelse questa posizione per adibirla a stazione carbonifera per la flottiglia battezzata con il nome di "South Atlantic Blockading Squadron".
Nel tentativo di prendere e occupare Charleston le Forze armate unioniste tentarono essenzialmente due approcci, il primo via terra attraverso il fiume James o Morris Island ed il secondo direttamente via mare attraverso la baia che permette l'accesso al porto. I confederati tuttavia furono in grado di respingere efficacemente ogni attacco.
Uno dei più famosi scontri terrestri inseriti in quest'ambito fu la seconda battaglia di Fort Wagner, alla quale prese parte il 54º reggimento fanteria Massachusetts composto esclusivamente da afroamericani; i federali patirono delle gravi perdite, ammontanti ad almeno 1.500 uomini, mentre gli avversar ne subirono solamente 175.
Durante la notte del 23 febbraio 1864 il sottomarino CSS H. L. Hunley riuscì a conseguire il primo affondamento di una nave da battaglia nemica, anche se poi lo stesso Hunley colò a picco sprofondando nelle acque dell'Oceano Atlantico seguendo gli avversari. I confederati utilizzarono anche altre imbarcazioni abilitate allo stesso scopo, come ad esempio la CSS David, non ottenendo però un eguale risultato.

## Georgia
Fort Pulaski, situato sulla costa della Georgia, fu uno dei principali obiettivi iniziali dell'Union Navy. A seguito della caduta di Port Royal venne organizzata una spedizione composta da truppe del genio militare sotto il comando del capitano Quincy Adams Gillmore. Dopo un intero mese trascorso nel posizionamento di 36 mortai pesanti e cannoni rigati sulla vicina isola di Tybee, Gillmore fece dare il via ad un bombardamento intensivo della fortezza a partire dal 10 aprile.
I confederati vennero ridotti alla resa il pomeriggio seguente dopo che i loro magazzini con la polveriera annessa erano stati minacciati dai proiettili unionisti. L'Union Army occupò il fortino per il resto della guerra dopo aver intrapreso le necessarie riparazioni.

## Florida
A seguito della secessione dello Stato federato della Florida proclamata nel gennaio del 1861 le truppe della milizia locale posero sotto sequestro la maggior parte delle proprietà federali presenti entro i confini del proprio territorio, con l'eccezione di Fort Zachary Taylor a Key West e di Fort Pickens a Pensacola.
La marina unionista istituì un blocco navale delle sue coste fin dall'inizio della guerra, con i tratti maggiormente rilevanti coperti dal "South Atlantic Blockading Squadron" e dal "East Gulf Blockading Squadron" rispettivamente ad Est e ad Ovest.
Diverse piccole schermaglie furono combattute, ma nessuna grande battaglia importante. Nel 1864, nel tentativo di organizzare un governo filo-unionista un'unità militare navale sotto il comando del brigadier generale Truman Seymour si trasferì nell'entroterra di Jacksonville, ma risultò sconfitta nella battaglia di Olustee del 20 febbraio; questa rappresentò lo scontro di più vaste proporzioni della guerra civile svoltosi nel territorio.
L'Union Army a sua volta tentò di catturare la capitale Tallahassee, ma venne ancora una volta battuto nella battaglia di Natural Bridge dell'8 marzo 1865. La Florida fu uno dei due Stati Confederati d'America a non vedere la propria capitale mai conquistata nel corso del conflitto.

## Louisiana
Uno dei primi obiettivi dichiarati dell'Unione fu la presa di possesso ed il pieno controllo della strategica via d'acqua costituita dal corso del fiume Mississippi, con il fine di tagliare la Confederazione a metà: "la chiave d'accesso al grande fiume era New Orleans, il più grande scalo portuale ed il maggior centro industriale dell'intero Sud".
Già nell'aprile del 1862 una task force navale diretta dall'ammiraglio David Dixon Porter attaccò dando il via alla battaglia di Fort Jackson e St. Philip i quali sorvegliavano da presso il fiume in direzione Sud, con lo sbocco diretto alla città. 
Mentre una parte della flotta manteneva sotto uno stretto bombardamento i porti, altre navi costrinsero all'interruzione delle opere di ostruzione del fiume e permettendo in tal modo al resto della flottiglia di risalire a tutto vapore verso il centro urbano. Un'unità militare terrestre comandata dal maggior generale Benjamin Butler sbarcò nei pressi dei due fortini costringendoli rapidamente alla resa.
L'anno seguente l'Armata del Golfo guidata da Nathaniel Banks iniziò l'assedio di Port Hudson che proseguì per otto settimane: il più lungo assedio nella storia militare degli Stati Uniti, di poco superiore all'assedio di Vicksburg. 
Per riuscire a tagliare le linee dei rifornimenti attraverso il Red River, Banks fece prima avanzare gli uomini a Bayou Teche, ponendo sotto controllo i fiumi Atchafalaya e Red fino all'altezza di Alexandria (Louisiana).
I confederati che difendevano la città si arresero il 9 luglio 1863, subito dopo aver ricevuto la notizia della capitolazione di Vicksburg (Mississippi) ad opera di Ulysses S. Grant. Queste due rese in contemporanea consentirono all'Unione il controllo dell'intero corso del Mississippi, dividendo definitivamente la Confederazione esattamente in due tronconi.
Per il resto della guerra i sudisti si concentrarono sul tentativo di riconquistare le aree che avevano perduto. Da giugno a settembre del 1863 Richard Taylor, comandante del "Distretto della Louisiana Orientale", tentò di contrattaccare in risposta all'offensiva federale; sia per tagliare le comunicazioni di Banks con New Orleans che - possibilmente - per rioccupare la città stessa. Nonostante il parziale successo conseguito in alcuni scontri isolati, i confederati alla fine fallirono in entrambi gli obiettivi che si erano assegnati.